# 소야곶

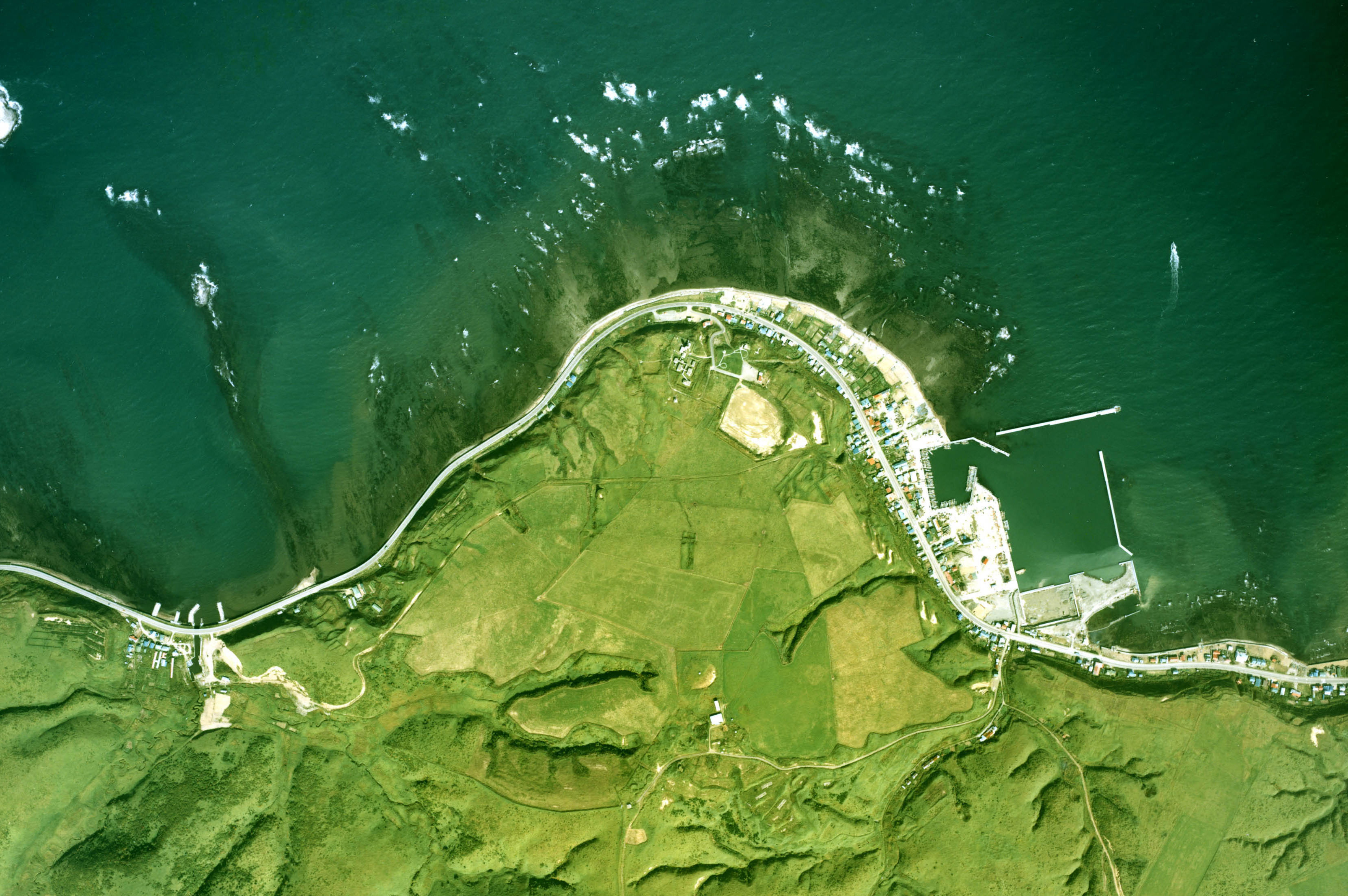
소야곶 위성사진(1977년, 일본 국토교통성)

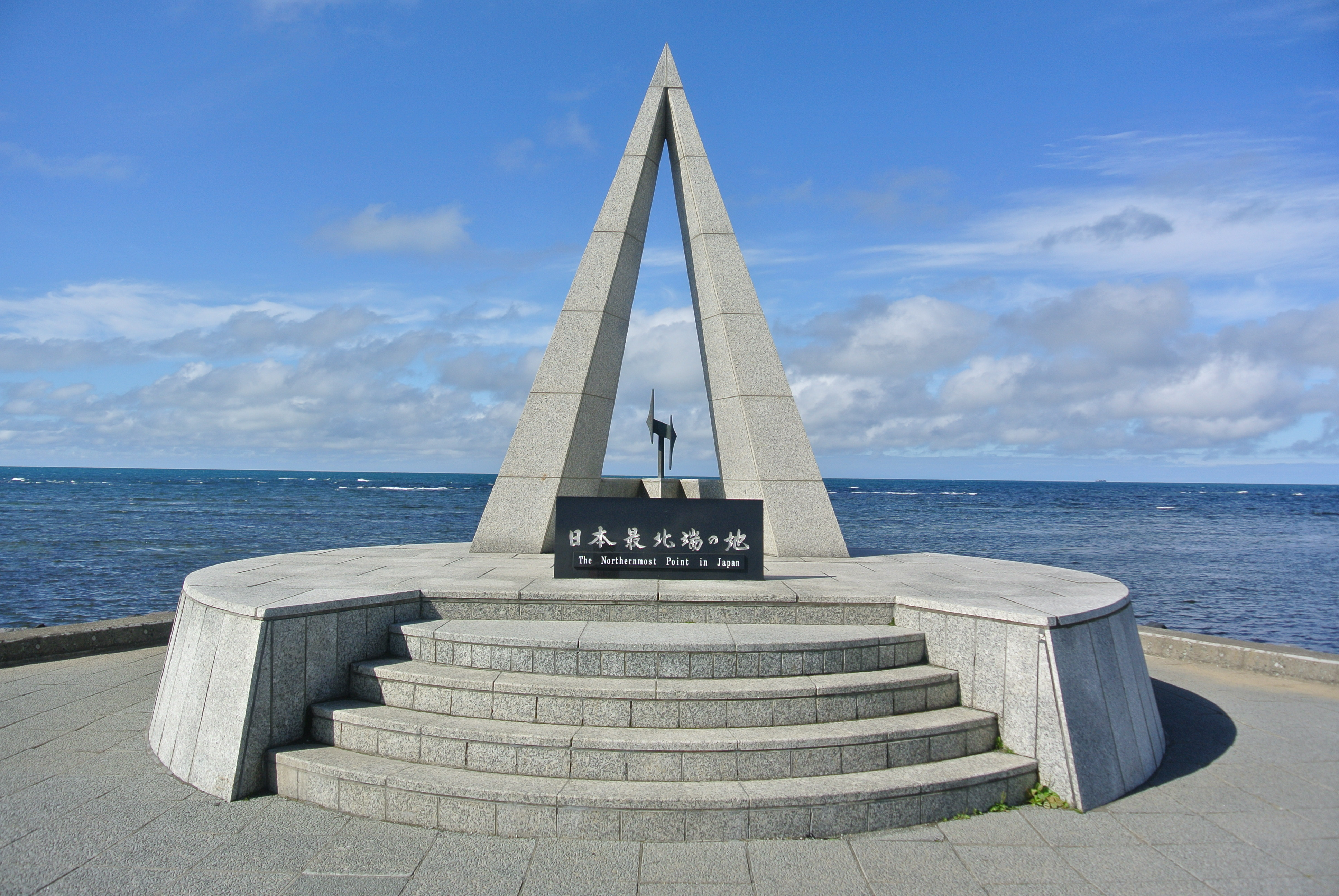
일본 최북단 영토 기념비

소야곶(일본어: 宗谷岬)은 홋카이도 왓카나이시에 있는 곶이다. 일본 영토 최북단을 기념하는 '일본 최북단의 땅'(日本最北端の地)이라는 비석이 세워져 있다. 이 비석을 보기 위하여 많은 관광객이 모여든다. 라페루즈 해협에 면한다. 이 곳에서 사할린섬 최남단의 크릴론곶까지는 43km 떨어져 있으며, 날씨가 좋은 날에는 사할린섬의 모습이 보이는 경우도 있다. 이곳에서 북서쪽으로 1km 떨어진 곳에 일본의 실효 지배 영역 중 최북단인 벤텐섬이 있다.
레분섬과 최북단 분쟁이 있었으나 이 지역이 최북단으로 밝혀졌다. 그러나 소야곶 역시 벤텐섬보다는 남쪽에 위치해 있어 최북단은 벤텐섬으로 밝혀지게 되었다.
언덕에는 '추도의 비'가 있다. 1983년 9월 1일에 발생한 대한항공 007편 격추 사건을 위로하는 탑이다. 사건이 일어난 후 2년 뒤에 만들어졌다. 탑의 끝은 사고가 발생한 사할린 섬의 모네론섬을 향하고 있다.